# MFブックス
MFブックス（エムエフブックス）は、KADOKAWAメディアファクトリーとフロンティアワークスが共同で刊行している新文芸の小説レーベル。
代表作に『無職転生 〜異世界行ったら本気だす〜』、『盾の勇者の成り上がり』、『八男って、それはないでしょう!』などがある。

## 沿革
2013年8月23日、メディアファクトリーとフロンティアワークスによって創刊された。初代編集長は金田一建。メディアファクトリーには中高生向けレーベルとしてMF文庫Jが存在するが、少し上の年齢層に読者を広げたいという話が社内で検討されていた中、フロンティアワークスから「ネットで既に人気のあるタイトルの書籍化」という企画を持ちかけられ、本レーベルが立ち上げられた。
小説家になろうにてすでに人気のある作品の書籍化を多く手掛けており、同サイトの読者は若年層が中心だが、作品数が膨大であったり、更新が高頻度であったりすることから、時間のない大人に面白い作品を読みやすい形で提供することをコンセプトとしている。
2019年に『盾の勇者の成り上がり』のアニメ放映が始まり、本レーベル初のアニメ化となった。
2023年8月に10周年を迎えたことを記念し、アニメ化作品の出演キャストを招いた生配信特番、nonocとの記念楽曲タイアップと記念PVの制作、記念小説コンテスト、レーベルロゴとカバーのリニューアルなどの特別企画が行われた。

## 作品一覧

### あ行
| タイトル | 著者           | イラスト                                      | 巻数     |
| --- | -------------- | --------------------------------------------- | -------- |
| 赤ん坊の異世界ハイハイ奮闘録                                                                                          | そえだ 信      | フェルネモ                                    | 既刊4巻  |
| 亜空の聖女 〜妹に濡れ衣を着せられた最強術師は、正体を隠してやり直す〜                                                 | ラチム         | 武田ほたる                                    | 既刊2巻  |
| 悪の組織の求人広告 | 喜友名トト     | 虎龍                                          | 全4巻    |
| 甘く優しい世界で生きるには                                                                                            | 深木           | だぶ竜                                        | 全10巻   |
| アラフォー賢者の異世界生活日記                                                                                        | 寿安清         | ジョンディー                                  | 既刊20巻 |
| アラフォー賢者の異世界生活日記 ZERO -ソード・アンド・ソーサリス・ワールド-                                            | 寿安清         | ジョンディー                                  | 既刊2巻  |
| あらゆる手段を尽くしてトッププレイヤーになりたい、他人のカネで。そうだ、盗賊しよう。                                  | 三毛乱二郎     | 三弥カズトモ                                  | 既刊2巻  |
| アルマーク | やまだのぼる   | 出水ぽすか（1 - 2巻） 柚ノ木ヒヨト（3巻以降） | 既刊3巻  |
| アンデッドから始める産業革命                                                                                          | 筧千里         | 羽公                                          | 既刊2巻  |
| 異世界おっさん道中記 〜小役人の俺がお姫様と行く死亡率99.9％の旅〜                                                     | 坂東太郎       | 東西                                          | 既刊2巻  |
| 異世界帰りのパラディンは、最強の除霊師となる                                                                          | Y.A            | 緒方剛志                                      | 既刊3巻  |
| 異世界クイーンメーカー 〜わがままプリンセスとの授業日誌〜                                                             | 漂月           | Tea                                           | 既刊2巻  |
| 異世界だから誰かに従うのはやめにする 〜チートスキルでヒャッハーする〜                                                 | 神無月紅       | Mo                                            | 全2巻    |
| 異世界旅はニワトリスと共に                                                                                            | 浅葱           | くろでこ                                      | 既刊1巻  |
| 異世界で貸倉庫屋はじめました                                                                                          | 凰百花         | さかもと侑                                    | 既刊1巻  |
| 異世界で手に入れた生産スキルは最強だったようです。 〜創造＆器用のWチートで無双する〜                                  | 遠野九重       | 人米                                          | 既刊5巻  |
| 異世界で天才画家になってみた                                                                                          | 八華           | Tam-U                                         | 既刊2巻  |
| 異世界で姫騎士に惚れられて、なぜかインフラ整備と内政で生きていくことになった件                                        | 昼寝する亡霊   | ギザン                                        | 既刊2巻  |
| 異世界転移バーテンダーのカクテルポーション                                                                            | score          | カグユヅ                                      | 全3巻    |
| 異世界転生スラム街からの成り上がり 〜採取や猟をしてご飯食べてスローライフするんだ〜                                   | 滝川海老郎     | 沖史慈宴                                      | 既刊2巻  |
| 異世界に行ったので手に職を持って生き延びます                                                                          | 白露鶺鴒       | LINO                                          | 既刊1巻  |
| 異世界の剣豪から力と技を継承してみた                                                                                  | 赤雪トナ       | 藍飴                                          | 既刊2巻  |
| 異世界弁護士 | 季菜こもち     | lain                                          | 全3巻    |
| 異世界ぬいぐるみ無双 〜俺のスキルが『人形使い』〜                                                                     | 鬼影スパナ     | てつぶた                                      | 全2巻    |
| 異世界もふもふカフェ                                                                                                  | ぷにちゃん     | Tobi                                          | 既刊5巻  |
| 異世界屋台めし「えにし亭」                                                                                            | 鬼ノ城ミヤ     | 岡谷                                          | 既刊2巻  |
| 異世界薬局 | 高山理図       | keepout                                       | 既刊10巻 |
| 異世界列車の車窓から 〜用済み勇者の身の振り方〜                                                                       | 棚花尋平       | 夕薙                                          | 単巻     |
| 一流『結界師』は世界を救う 〜「ひきこもりのおっさん」と呼ばれ解雇されましたが、転生先で大結界を作り英雄になりました〜 | 筧千里         | にじまあるく                                  | 既刊2巻  |
| 田舎のホームセンター男の自由な異世界生活                                                                              | うさぴょん     | 市丸きすけ                                    | 全6巻    |
| 銭の力で、戦国の世を駆け抜ける。                                                                                      | Y.A            | lack                                          | 全7巻    |
| ヴィーナスミッション 〜元殺し屋で洋平の中年、勇者の暗殺を依頼され異世界転生!〜                                        | MIYABI         | ニシカワエイト                                | 既刊2巻  |
| ウィザードプリンセス 〜落ちこぼれ少女を最強魔導士に〜                                                                 | 埴輪星人       | ポップキュン                                  | 既刊3巻  |
| ウィッチ・ハンド・クラフト 〜追放された王女ですが雑貨屋さん始めました〜                                               | 富士伸太       | 珠梨やすゆき                                  | 既刊2巻  |
| 永年雇用は可能でしょうか 〜無愛想無口な魔法使いと始める再就職ライフ〜                                                 | yokuu          | 烏羽雨                                        | 既刊5巻  |
| 英雄の隠し子の英雄譚 〜村人の俺に最強スキルが継承された〜                                                             | ハヤケン       | fzwr Ayu                                      | 既刊2巻  |
| エネミーズ/1996 | 和智正喜       | 緒方剛志                                      | 既刊1巻  |
| おいでよ、魔物牧場! 〜田舎ではじめるまったりスローライフ〜                                                            | 錬金王         | かぼちゃ                                      | 既刊2巻  |
| 王都の行き止まりカフェ『隠れ家』 ～うっかり魔法使いになった私の店に筆頭文官様がくつろぎに来ます～                     | 守雨           | 染平かつ                                      | 既刊1巻  |
| お茶屋さんは賢者見習い                                                                                                | 巴里の黒猫     | 日下コウ                                      | 既刊3巻  |
| 俺だけ帰れるクラス転移                                                                                                | アネコユサギ   | 悠久ポン酢                                    | 既刊3巻  |
| 俺、動物や魔物と話せるんです                                                                                          | 錬金王         | こちも                                        | 全3巻    |
| 俺の『全自動支援』で仲間たちが世界最強 〜そこにいるだけで無自覚無双〜                                                 | epina          | 片倉 響                                       | 既刊2巻  |
| 俺の愛娘は悪役令嬢 | かわもりかぐら | 稿                                            | 既刊1巻  |
| 俺、冒険者! 〜無双スキルは平面魔法〜                                                                                  | みそたくあん   | りりんら                                      | 全4巻    |
| 女鍛冶師はお人好しギルドに拾われました 〜新天地で頑張る鍛冶師生活〜                                                   | 日之影ソラ     | みつなり都                                    | 既刊2巻  |

### か行
| タイトル                                                                                          | 著者             | イラスト       | 巻数    |
| ------------------------------------------------------------------------------------------------- | ---------------- | -------------- | ------- |
| 解雇された写本係は、記憶したスクロールで魔術師を凌駕する 〜ユニークスキル〈セーブアンドロード〉〜 | 嵐山紙切         | 寝巻ネルゾ     | 既刊2巻 |
| 回復職の悪役令嬢                                                                                  | ぷにちゃん       | 緋原ヨウ       | 既刊6巻 |
| かくして少年は迷宮を駆ける                                                                        | あかのまに       | 深遊           | 既刊3巻 |
| 隠れ転生勇者 〜チートスキルと勇者ジョブを隠して第二の人生を楽しんでやる!〜                        | なんじゃもんじゃ | ゆーにっと     | 既刊3巻 |
| 家業が詰んだので、異世界で修理工始めました                                                        | 秋ぎつね         | 鉄人桃子       | 既刊2巻 |
| 火刑戦旗を掲げよ!                                                                                 | かすがまる       | あんべよしろう | 全3巻   |
| がけっぷち冒険者の魔王体験                                                                        | 壱弐参           | saraki         | 全2巻   |
| 家臣に恵まれた転生貴族の幸せな日常                                                                | 企業戦士         | とよた瑣織     | 既刊3巻 |
| 神様のミスで異世界にポイっとされました 〜元サラリーマンは自由を謳歌する〜                         | でんすけ         | 長浜めぐみ     | 既刊4巻 |
| カリグラファーの美文字異世界生活 〜コレクションと文字魔法で日常生活無双?〜                        | 磯風             | 戸部淑         | 既刊2巻 |
| 完全回避ヒーラーの軌跡                                                                            | ぷにちゃん       | 匈歌ハトリ     | 全6巻   |
| 逆光の英雄 〜加護なき少年は絶技をもって女勇者の隣に立つ〜                                         | 虎馬チキン       | 山椒魚         | 既刊2巻 |
| 強制的にスローライフ?!                                                                            | てぃる           | でんきちひさな | 既刊2巻 |
| 駆除人                                                                                            | 花黒子           | KT2            | 全10巻  |
| くたばれスローライフ!                                                                             | 古柴             | かねこしんや   | 既刊2巻 |
| 剣と弓とちょこっと魔法の転生戦記                                                                  | U字              | 花ヶ田         | 既刊2巻 |
| 限界レベル１からの成り上がり 〜最弱レベルの俺が異世界最強になるまで〜                             | 未来人A          | 雨壱絵穹       | 既刊2巻 |
| 黒の星眷使い 〜世界最強の魔法使いの弟子〜                                                         | 左リュウ         | えいひ         | 全5巻   |
| 【健康】チートでダメージ無効の俺、辺境を開拓しながらのんびりスローライフする                      | 坂東太郎         | 鉄人桃子       | 既刊2巻 |
| 攻撃魔術の使えない魔術師 〜異世界転性しました。新しい人生は楽しく生きます〜                       | 絹野帽子         | キャナリーヌ   | 既刊2巻 |
| ご縁がなかったということで! 〜選ばれない私は異世界を旅する〜                                      | 高杉なつる       | 喜ノ崎ユオ     | 既刊2巻 |
| 氷魔法のアイス屋さんは、暑がり神官様のごひいきです。                                              | 天ノ瀬           | YCB            | 既刊3巻 |
| 苔から始まる異世界ライフ                                                                          | ももぱぱ         | むに           | 既刊1巻 |

### さ行
| タイトル | 著者                   | イラスト                              | 巻数    |
| --- | ---------------------- | ------------------------------------- | ------- |
| 最強異端の植物使い | 福寿草真               | 匈歌ハトリ                            | 既刊2巻 |
| 最強剣士は隠遁したい | EDA                    | カット                                | 単巻    |
| 最強ハウジングアプリで快適異世界生活                                                                                                  | うみ                   | 村上ゆいち                            | 既刊2巻 |
| 最強ポーター令嬢は好き勝手に山で遊ぶ ～「どこにでもいるつまらない女」と言われたので、誰も辿り着けない場所に行く面白い女になってみた～ | 富士伸太               | みちのく                              | 既刊1巻 |
| 最低キャラに転生した俺は生き残りたい                                                                                                  | 霜月雹花               | キッカイキ                            | 既刊2巻 |
| 蔑まれた令嬢は、第二の人生で憧れの錬金術師の道を選ぶ 〜夢を叶えた見習い錬金術師の第一歩〜                                             | あろえ                 | ボダックス                            | 既刊2巻 |
| 左遷されたギルド職員が辺境で地道に活躍する話                                                                                          | みなかみしょう         | 風花風花 キャラクター原案：芝本七乃花 | 既刊2巻 |
| 砂漠だらけの世界で、おっさんが電子マネーで無双する                                                                                    | Y.A                    | ダイエクスト                          | 既刊2巻 |
| サムライ転移 〜お侍さんは異世界でもあんまり変わらない〜                                                                               | 四辻いそら             | 天野英                                | 既刊3巻 |
| ジェネシスオンライン 〜異世界で廃レベリング〜                                                                                         | ガチャ空               | がねさぎ                              | 全3巻   |
| 屍王の帰還 ～元勇者の俺、自分が組織した厨二秘密結社を止めるために再び異世界に召喚されてしまう～                                       | Sty                    | 詰め木                                | 既刊2巻 |
| 失格王子の成り上がり冒険譚 〜王家を追放された俺、規格外の『器』で世界最強〜                                                           | 未来人A                | なかむら                              | 既刊2巻 |
| 住所不定無職の異世界無人島開拓記 ～立て札さんの指示で人生大逆転？～                                                                   | 埴輪星人               | ハル犬                                | 既刊1巻 |
| 十年目、帰還を諦めた転移者はいまさら主人公になる                                                                                      | 氷純                   | あんべよしろう                        | 既刊3巻 |
| 【収納無双】～勇者にチュートリアルで倒される悪役デブモブに転生したオレ、元の体のポテンシャルとゲーム知識で無双する～                  | くーねるでぶる（戒め） | ぺんぐぅ                              | 既刊1巻 |
| 召喚された賢者は異世界を往く 〜最強なのは不要在庫のアイテムでした〜                                                                   | 夜州                   | ハル犬                                | 既刊4巻 |
| 召喚スキルを継承したので、極めてみようと思います! 〜モフモフ魔法生物と異世界ライフを満喫中〜                                          | えばがゆうき           | nyanya                                | 既刊2巻 |
| 商人勇者は異世界を牛耳る! 〜栽培スキルでなんでも増やしちゃいます〜                                                                    | 十一屋翠               | 又市マタロー                          | 既刊2巻 |
| 少年アウルのほんわか異世界ライフ ～新しいご主人と巡り合い最強パーティーとゆったり生活します～                                         | ザック・リ             | 京一                                  | 既刊1巻 |
| 職業は鑑定士ですが【神眼】ってなんですか? 〜世界最高の初級職で自由にいきたい〜                                                        | 渡琉兎                 | ゆのひと                              | 既刊3巻 |
| 食料生成スキルを手に入れたので、異世界で商会を立ち上げようと思います                                                                  | slkn                   | もやし                                | 既刊2巻 |
| 初歩魔法しか使わない謎の老魔法使いが旅をする                                                                                          | やまだのぼる           | にじまあるく                          | 既刊1巻 |
| 新米魔女の異世界お気楽旅 ～異世界に落ちた元アラフォー社畜は魔女の弟子を名乗り第二の人生を謳歌する～                                   | 三毛猫みゃー           | ハレのちハレタ                        | 既刊1巻 |
| 【スキル売買】で異世界交易 〜ブラック企業で病んだ心を救ってくれたのは異世界でした〜                                                   | 飛鳥けい               | 緋原ヨウ                              | 既刊1巻 |
| スキル【庭いじり】持ち令嬢、島流しにあう ～未開の島でスキルが大進化！ 簡単開拓始めます～                                              | たかたちひろ           | 麻谷知世                              | 既刊2巻 |
| すべてはこの世界を楽しむために 元やりこみゲーマーは英雄の育て方を知り尽くしている                                                     | 出井啓                 | カラスロ                              | 既刊2巻 |
| スローライフがしたい大賢者、娘を拾う。                                                                                                | 空野進                 | torino                                | 既刊2巻 |
| 生産魔法師のらくらく辺境開拓 〜最強の亜人たちとホワイト国家を築きます!〜                                                              | 苗原一                 | らむ屋                                | 既刊2巻 |
| 精霊付きの宝石商 | 藤崎珠里               | さくなぎた                            | 既刊1巻 |
| 世界樹の上に村を作ってみませんか | 氷純                   | 宮井晴輝                              | 全3巻   |
| 世界で唯一の魔法使いは、宮廷錬金術師として幸せになります※本当の力は秘密です!                                                          | 一分咲                 | nima                                  | 全3巻   |
| セミリタイアした冒険者はのんびり暮らしたい                                                                                            | 久櫛縁                 | 市丸きすけ                            | 既刊2巻 |
| 先代勇者は隠居したい | 井々田K                | 霜月えいと                            | 既刊4巻 |
| 戦闘力ゼロの商人 〜元勇者パーティーの荷物持ちは地道に大商人の夢を追う〜                                                               | 3人目のどっぺる        | Garaku                                | 既刊2巻 |
| その無限の先へ | 二ツ樹五輪             | 赤井てら                              | 既刊6巻 |

### た行
| タイトル | 著者           | イラスト   | 巻数     |
| --- | -------------- | ---------- | -------- |
| 代償θ 〜精霊に愛されし出遅れ転生者、やがて最強に至る〜                                                                 | 漂鳥           | bob        | 既刊2巻  |
| 怠惰の魔女スピーシィ                                                                                                   | あかまのまに   | かわこ     | 既刊1巻  |
| 惰性の王子は祖国を捨てる 〜氷の魔神の凍争記〜                                                                          | モノクロウサギ | 岩本ゼロゴ | 既刊2巻  |
| ただの村人の僕が、三百年前の暴君皇子に転生してしまいました 〜前世の知識で暗殺フラグを回避して、穏やかに生き残ります!〜 | サンボン       | 夕子       | 既刊2巻  |
| 脱サラ転生魔術師は職人芸で成り上がる                                                                                   | どらねこ       | 姐川       | 既刊2巻  |
| 盾の勇者の成り上がり                                                                                                   | アネコユサギ   | 弥南せいら | 既刊22巻 |
| ダンジョンに潜むヤンデレな彼女に俺は何度も殺される                                                                     | 北川ニキタ     | ともー     | 既刊2巻  |
| ダンジョンを造ろう | 渡良瀬ユウ     | 細居美恵子 | 全4巻    |
| 治癒魔法の間違った使い方 〜戦場を駆ける回復要員〜                                                                      | くろかた       | KeG        | 全12巻   |
| 治癒魔法の間違った使い方 Returns                                                                                       | くろかた       | KeG        | 既刊2巻  |
| 追放された名家の長男 〜馬鹿にされたハズレスキルで最強へと昇り詰める〜                                                  | 岡本剛也       | すみ兵     | 既刊2巻  |
| 使い潰された勇者は二度目、いや、三度目の人生を自由に謳歌したいようです                                                 | あかむらさき   | かれい     | 既刊2巻  |
| 詰みかけ転生領主の改革                                                                                                 | 氷純           | DOMO       | 既刊7巻  |
| 底辺おっさん、チート覚醒で異世界らくらくライフ                                                                         | ぎあまん       | 吉武       | 既刊2巻  |
| ディンの紋章 〜魔法師レジスの転生譚〜                                                                                  | 赤巻たると     | toi8       | 全6巻    |
| 手札が多めのビクトリア                                                                                                 | 守雨           | 藤実なんな | 既刊3巻  |
| 天空城殺人事件 | 八槻翔         | 祐         | 単巻     |
| 天候魔法の正しい使い方 〜雨男は野菜を作りたい〜                                                                        | くろかた       | ファルまろ | 既刊2巻  |
| 転生薬師は昼まで寝たい                                                                                                 | クガ           | ヨシモト   | 既刊1巻  |
| 転生した空間魔法使いは正体隠して目立ちたい                                                                             | 岳鳥翁         | KeG        | 既刊1巻  |
| 転生したら、子どもに厳しい世界でした                                                                                   | 梨香           | 朝日アオ   | 既刊2巻  |
| 転生少女はまず一歩からはじめたい                                                                                       | カヤ           | 那流       | 既刊9巻  |
| 転生特典【経験値1000倍】を得た村人、無双するたびにレベルアップ! ますます無双してしまう                                 | 六志麻あさ     | 眠介       | 既刊2巻  |
| 転生冒険者、ボッチ女神を救う ～もふもふ達とのんびり旅をしていたら、魔法を極めてた～                                    | 黄昏           | n猫        | 既刊1巻  |
| 転生没落王子は『銭使い』スキルで成り上がる 〜魔法もスキルも金次第っ!?〜                                                | 時野洋輔       | ネコメガネ | 既刊2巻  |
| 転生無敗の異世界賢者 〜ゲームのジョブで楽しいセカンドライフ〜                                                          | 蒼月浩二       | 福きつね   | 既刊3巻  |
| 転生令嬢アリステリアは今度こそ自立して楽しく生きる 〜街に出てこっそり知識供与を始めました〜                            | 野菜ばたけ     | 風ことら   | 既刊2巻  |
| 洞窟王からはじめる楽園ライフ 〜万能の採掘スキルで最強に!?〜                                                            | 苗原一         | 匈歌ハトリ | 既刊2巻  |
| 盗賊少女に転生したけど、周回ボーナスで楽勝です! 100％盗む&逃げるでラクラク冒険者生活                                   | 遠藤だいず     | ファルまろ | 既刊1巻  |
| 塔の諸島の糸織り乙女 〜転生チートはないけど刺繍魔法でスローライフします!〜                                             | 渡来みずね     | チェリ子   | 既刊2巻  |
| 毒使いの逃亡者 〜瘴気のあふれた異世界で、なぜか俺は回復している〜                                                      | アネコユサギ   | 村上ゆいち | 既刊2巻  |
| ドラグーン 〜竜騎士への道〜                                                                                            | わい           | 屡那       | 全4巻    |
| 泥船貴族の御令嬢〜幼い弟を息子と偽装し、隣国でしぶとく生き残る!〜                                                      | 江本マシメサ   | 天城望     | 既刊2巻  |

### な行
| タイトル                                                                              | 著者       | イラスト     | 巻数     |
| ------------------------------------------------------------------------------------- | ---------- | ------------ | -------- |
| 殴りテイマーの異世界生活 〜後衛なのに前衛で戦う魔物使い〜                             | くろかた   | 卵の黄身     | 既刊2巻  |
| 名代辻そば異世界店                                                                    | 西村西     | TAPI岡       | 既刊2巻  |
| ニートだけどハロワにいったら異世界につれてかれた                                      | 桂かすが   | さめだ小判   | 既刊13巻 |
| 偽聖女!? ミラの冒険譚 〜追放されましたが、実は最強なのでセカンドライフを楽しみます!〜 | 櫻井みこと | 茲助         | 全3巻    |
| 二度追放された魔術師は魔術創造〈ユニークメイカー〉で最強に                            | ailes      | 藻           | 既刊2巻  |
| 二度目の勇者は復讐の道を嗤い歩む                                                      | 木塚ネロ   | 真空         | 全8巻    |
| 人間不信の冒険者たちが世界を救うようです                                              | 富士伸太   | 黒井ススム   | 全6巻    |
| ネトオク男の楽しい異世界貿易                                                          | 星崎崑     | さざなみみぉ | 全7巻    |
| 呪いの魔剣で高負荷トレーニング!? 〜知られちゃいけない仮面の冒険者〜                   | こげ丸     | 会帆         | 既刊2巻  |
| 呪われた龍にくちづけを                                                                | 綾束乙     | 春が野かおる | 全2巻    |

### は行
| タイトル                                                                                          | 著者                    | イラスト     | 巻数     |
| ------------------------------------------------------------------------------------------------- | ----------------------- | ------------ | -------- |
| 初めての旅は異世界で                                                                              | 叶ルル                  | れいた       | 既刊2巻  |
| 走りたがりの異世界無双 〜毎日走っていたら、いつの間にか世界最速と呼ばれていました〜               | 坂石優作                | 諏訪真弘     | 既刊2巻  |
| ハズレ勇者候補生ですが、エルフ嫁に拾われて工房ライフを始めます。                                  | 朱月十話                | しおこんぶ   | 既刊1巻  |
| 八男って、それはないでしょう!                                                                     | Y.A                     | 藤ちょこ     | 既刊30巻 |
| 八男って、それはないでしょう! みそっかす                                                          | Y.A                     | 藤ちょこ     | 既刊4巻  |
| バフ持ち転生貴族の辺境領地開発記                                                                  | すずの木くろ            | 伍長         | 既刊2巻  |
| はらぺこ令嬢、れべるあっぷ食堂はじめました 〜うっかり抜いた包丁が聖剣でした!?〜                   | 宮之みやこ              | kodamazon    | 既刊2巻  |
| 春菜ちゃん、がんばる? フェアリーテイル・クロニクル                                                | 埴輪星人                | ricci        | 全10巻   |
| 万能スキル『調味料作成』で異世界を生き抜きます!!                                                  | あろえ                  | 福きつね     | 既刊2巻  |
| 久々に健康診断を受けたら最強ステータスになっていた 〜追放されたおっさん冒険者、今更英雄を目指す〜 | 夜分長文 原案：はにゅう | 桑島黎音     | 既刊2巻  |
| 日替わり転移 〜俺はあらゆる世界で無双する〜                                                       | epina                   | 赤井てら     | 既刊1巻  |
| 引きこもり賢者、一念発起のスローライフ 聖竜の力でらくらく魔境開拓!                                | みなかみしょう          | riritto      | 既刊2巻  |
| フェアリーテイル・クロニクル 〜空気読まない異世界ライフ〜                                         | 埴輪星人                | ricci        | 全20巻   |
| 武器に契約破棄されたら健康になったので、幸福を目指して生きることにした                            | 嵐山紙切                | kodamazon    | 既刊2巻  |
| 服飾師ルチアはあきらめない 〜今日から始める幸服計画〜                                             | 甘岸久弥                | 雨壱絵穹     | 既刊3巻  |
| 復興名家の仮名目録 〜戦国転生異聞〜                                                               | シムCM                  | 巖本英利     | 既刊2巻  |
| フリースキルで最強冒険者 〜ペットも無双で異世界生活が楽しすぎる〜                                 | 瀬戸メグル              | kgr          | 既刊2巻  |
| 辺境ぐらしの魔王、転生して最強の魔術師になる                                                      | 千月さかき              | 吉武         | 既刊2巻  |
| 辺境の魔法薬師 〜自由気ままな異世界ものづくり日記〜                                               | えながゆうき            | パルプピロシ | 既刊3巻  |
| 辺境の村の英雄、42歳にして初めて村を出る                                                          | 岡本剛也                | 桧野ひなこ   | 既刊1巻  |
| 辺境の錬金術師 〜今更予算ゼロの職場に戻るとかもう無理〜                                           | 御手々ぽんた            | 又市マタロー | 既刊3巻  |
| ぼくは人間嫌いのままでいい。剣ちゃん盾ちゃんに助けられて異世界無双                                | 新木伸                  | マニア二     | 全2巻    |
| ほのぼの異世界転生デイズ 〜レベルカンスト、アイテム持ち越し! 私は最強幼女です〜                   | しっぽタヌキ            | わたあめ     | 既刊3巻  |

### ま行
| タイトル                                                                                             | 著者           | イラスト                                                         | 巻数     |
| --- | -------------- | ---------------------------------------------------------------- | -------- |
| マギクラフト・マイスター                                                                             | 秋ぎつね       | ミユキルリア                                                     | 全14巻   |
| マジック・メイカー -異世界魔法の作り方-                                                              | 鏑木カヅキ     | 転                                                               | 既刊3巻  |
| 魔術漁りは選び取る                                                                                   | らむなべ       | EEJU                                                             | 既刊1巻  |
| 魔導機人アルミュナーレ                                                                               | 凜乃初         | ピナケス                                                         | 全3巻    |
| 魔導具師ダリヤはうつむかない 〜今日から自由な職人ライフ〜                                            | 甘岸久弥       | 景（1 - 8巻） 雨壱絵穹（9巻） 縞（番外編） 駒田ハチ（10 - 12巻） | 既刊13巻 |
| 魔法? そんなことより筋肉だ!                                                                          | どらねこ       | レルシー                                                         | 全3巻    |
| 見切りから始める我流剣術                                                                             | 氷純           | 眠介                                                             | 既刊2巻  |
| 三田一族の意地を見よ 〜転生戦国武将の奔走記〜                                                        | 三田弾正       | 碧風羽                                                           | 既刊5巻  |
| みつばものがたり 呪いの少女と死の輪舞                                                                | 七沢またり     | EURA                                                             | 既刊2巻  |
| 見習い聖女の憂鬱                                                                                     | 澪亜           | yu-ri                                                            | 単巻     |
| 無職転生 〜異世界行ったら本気だす〜                                                                  | 理不尽な孫の手 | シロタカ                                                         | 全26巻   |
| 無職転生 〜蛇足編〜                                                                                  | 理不尽な孫の手 | シロタカ                                                         | 既刊3巻  |
| 無能扱いされてパーティーから追放された――けど、なぜか女勇者が「君が必要だ」と言って一緒についてきた!? | アネコユサギ   | 羽鳥ぴよこ                                                       | 既刊2巻  |
| 無能と言われた錬金術師 〜家を追い出されましたが、凄腕だとバレて公爵様に拾われました〜                | shiryu         | Matsuki                                                          | 既刊2巻  |
| 迷宮帝国の作り方                                                                                     | しゅうきち     | うおのめうろこ                                                   | 既刊2巻  |
| 元オッサン、チープな魔法でしぶとく生き残る ～大人の知恵で異世界を謳歌する～                          | 頼北佳史       | へいろー                                                         | 既刊1巻  |
| モブだけど最強を目指します! 〜ゲーム世界に転生した俺は自由に強さを追い求める〜                       | 反面教師       | 大熊猫介                                                         | 既刊2巻  |

### や行
| タイトル                                                                                          | 著者           | イラスト     | 巻数    |
| ------------------------------------------------------------------------------------------------- | -------------- | ------------ | ------- |
| 厄災の王子は素敵なメイドと旅をする                                                                | 毒島           | るいせんと   | 既刊1巻 |
| 薬草採取しかできない少年、最強スキル『消滅』で成り上がる                                          | 岡沢六十四     | シソ         | 既刊2巻 |
| 槍の勇者のやり直し                                                                                | アネコユサギ   | 弥南せいら   | 既刊5巻 |
| やる気なし英雄譚                                                                                  | 津田彷徨       | MID          | 全6巻   |
| 山育ちの冒険者 この都会が快適なので旅には出ません                                                 | みなかみしょう | 鳥取砂丘     | 既刊2巻 |
| 勇者じゃなかった回復魔法使い                                                                      | はらくろ       | 蓮深ふみ     | 既刊2巻 |
| 勇者な嫁と、村人な俺。 〜俺のことが好きすぎる最強嫁と宿屋を経営しながら気ままに世界中を旅する話〜 | 池中織奈       | しあびす     | 既刊2巻 |
| 勇者パーティーを追い出された補助魔法使いは自分の冒険を始める                                      | 芝いつき       | カオミン     | 既刊2巻 |
| 勇者を辞めた勇者の物語                                                                            | ウメ種         | 鍋島テツヒロ | 既刊2巻 |
| 用務員さんは勇者じゃありませんので                                                                | 棚花尋平       | 巖本英利     | 全8巻   |
| 酔っぱらい盗賊、奴隷の少女を買う                                                                  | 新巻へもん     | むに         | 既刊3巻 |

### ら行
| タイトル                                                                    | 著者           | イラスト   | 巻数    |
| --------------------------------------------------------------------------- | -------------- | ---------- | ------- |
| ライオットグラスパー 〜異世界でスキル盗ってます〜                           | 飛鳥けい       | どっこい   | 全7巻   |
| 雷帝の軌跡 〜俺だけ使える【雷魔術】で異世界最強に!〜                        | 平成オワリ     | まろ       | 既刊3巻 |
| 理不尽に婚約破棄されましたが、雑用魔法で王族直系の大貴族に嫁入りします!     | 藤森かつき     | 天領寺セナ | 既刊2巻 |
| LV0の神殺し                                                                 | 星月子猫       | はねこと   | 単巻    |
| 竜王さまの気ままな異世界ライフ                                              | よっしゃあっ！ | 和狸ナオ   | 既刊2巻 |
| 竜王様の最強国家戦略 〜竜姫を従えた元王子はスキル【竜王】の力で反旗を翻す〜 | 虎戸リア       | Noy        | 既刊2巻 |
| 劣等紋の超絶ヒーラー 〜無敵の回復魔法で頼れる仲間と無双する〜               | 蒼月浩二       | てつぶた   | 既刊1巻 |
| 錬金術師です。自重はゴミ箱に捨ててきました。                                | 夏月涼         | ひづき     | 全4巻   |

### わ行
| タイトル                         | 著者         | イラスト | 巻数    |
| -------------------------------- | ------------ | -------- | ------- |
| 忘れられ令嬢は気ままに暮らしたい | はぐれうさぎ | potg     | 既刊2巻 |

## アニメ化作品
| 作品                                                      | 放送年                 | アニメーション制作                    |
| --------------------------------------------------------- | ---------------------- | ------------------------------------- |
| 盾の勇者の成り上がり（アニメ）                            | 2019年（第1期）        | キネマシトラス                        |
| 盾の勇者の成り上がり（アニメ）                            | 2022年（第2期）        | キネマシトラス DR MOVIE               |
| 盾の勇者の成り上がり（アニメ）                            | 2023年（第3期）        | キネマシトラス                        |
| 盾の勇者の成り上がり（アニメ）                            | 2025年（第4期）        | キネマシトラス                        |
| 八男って、それはないでしょう!                             | 2020年                 | シンエイ動画                          |
| 無職転生 〜異世界行ったら本気だす〜（アニメ）             | 2021年（第1期）        | スタジオバインド                      |
| 無職転生 〜異世界行ったら本気だす〜（アニメ）             | 2023年-2024年（第2期） | スタジオバインド                      |
| 無職転生 〜異世界行ったら本気だす〜（アニメ）             | 2026年（第3期）        | スタジオバインド                      |
| 異世界薬局                                                | 2022年                 | ディオメディア                        |
| 人間不信の冒険者たちが世界を救うようです                  | 2023年                 | GEEKTOYS                              |
| 治癒魔法の間違った使い方 〜戦場を駆ける回復要員〜         | 2024年（第1期）        | スタジオアド シンエイ動画             |
| 治癒魔法の間違った使い方 〜戦場を駆ける回復要員〜         | 未公表（第2期）        | 未公表                                |
| 魔導具師ダリヤはうつむかない 〜今日から自由な職人ライフ〜 | 2024年                 | 颱風グラフィックス イマジカインフォス |
| マジック・メイカー -異世界魔法の作り方-                   | 2025年                 | スタジオディーン                      |